# リブニク郡
リブニク郡（リブニクぐん、ポーランド語:powiat rybnicki、英語:Rybnik County）は、南ポーランドのシロンスク県にある地方自治体。1998年のLocal Government Reorganizationの結果、1999年1月1日に誕生した。郡都はリブニクであるが、リブニク郡の一部ではない。リブニク郡は他に1つの町が存在する。
郡は3つに分かれており、合計で224.63km2の面積がある。2006年の統計で、郡全体の人口が73,527人である。

## 近隣の郡
中央にリブニク市がある。その他には、北部はグリヴィツェ郡、西部はジョルィ市とルブリニェツ郡、南部はヤスチュシェンビェ・ズドルイ市、南西部はヴォジスワフ郡、西部はラチブシュ郡に接している。

## 下位自治体
郡は5つの下位自治体（グミナ）に分割される。（1つの都市、4つの田舎）なお、人口順に並べてある。
| 名称                       | 種類     | 面積（km2） | 人口（2006年） | 中心地               |
| -------------------------- | -------- | ----------- | -------------- | -------------------- |
| Gmina Czerwionka-Leszczyny | 田園都市 | 115.7       | 40,956         | Czerwionka-Leszczyny |
| Gmina Świerklany           | 田舎     | 24.0        | 11,225         | Jankowice Rybnickie  |
| Gmina Lyski                | 田舎     | 57.8        | 8,924          | Lyski                |
| Gmina Gaszowice            | 田舎     | 19.5        | 8,739          | Gaszowice            |
| Gmina Jejkowice            | 田舎     | 7.6         | 3,683          | Jejkowice            |